# Mestre de armas
Mestre d'armas ou mestre de armas é, segundo a definição da Federação Internacional de Esgrima, uma pessoa cuja principal atividade seja o ensino remunerado da esgrima.
No Brasil, o primeiro curso de formação de mestres d'armas foi criado pelo Exército, em 1937. Até hoje, é o único do país.
Em Portugal, para atingir o grau de mestre de armas e dirigir uma sala de armas, o candidato tem que ser titular de um diploma de capacidade de ensino às três armas (florete, espada e sabre) reconhecido pela Federação Portuguesa de Esgrima[carece de fontes?]. Destacam-se no país nomes como Eugénio Roque e Miguel Andrade Gomes.